# Erik Jørgensen (møbelarkitekt)
 Der er flere personer med dette navn, se Erik Jørgensen.
Erik Jørgensen (1928-1998) var en dansk møbelarkitekt.
Udlært møbelpolstrer og saddelmager.
I 1954 grundlagde han Erik Jørgensen Møbelfabrik.
Han er særligt kendt for at have designet sofaer, hvoraf flere er blevet møbelklassikere bl.a.
EJ 220, EJ 250 og EJ 270.